# Kateřina Savojská

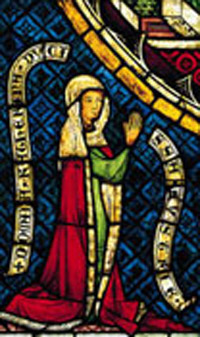
Kateřina na vitráži v Königsfeldenu

Kateřina Savojská (francouzsky Catherine de Savoie, německy Katharina von Savoyen; 1304 – 30. září 1336 nebo 12. června 1330) byla rakouská a  štýrská vévodkyně pocházející ze savojské dynastie.

## Život
Byla dcerou savojského hraběte Amadea V. a jeho druhé ženy Marie, dcery brabantského vévody Jana I. a neteří římskoněmecké královny Markéty Brabantské.
V rámci dynastického sbližování byla Kateřina předmětem předsvatebního jednání již okolo roku 1310. Samotná svatba s Habsburkem Leopoldem, třetím synem římského krále Albrechta I. proběhla až o pět let později v  Basileji. Z tohoto manželství se narodily dvě dcery – Kateřina a Anežka. Leopold zemřel v roce 1326 pravděpodobně na srdeční selhání a Kateřina manžela přežila o celých deset let. Byla v kontaktu s tehdejším papežem Janem XXII.
Místem Kateřina odpočinku byl do roku 1770 klášter Königsfelden. Poté byly její ostatky převezeny do kláštera St. Blasien a od roku 1809 je pochována v St. Paul v Lavanttalu.